# Granjas Vaga-lume
Granjas Vaga-lume é um bairro do município brasileiro de Ipatinga, no interior do estado de Minas Gerais. Localiza-se no distrito-sede, estando situado na Regional VI. Segundo o censo demográfico de 2022, realizado pelo Instituto Brasileiro de Geografia e Estatística (IBGE), sua população era de 1 992 habitantes e havia 736 domicílios particulares permanentes ocupados. Possui área de 0,8 km² conforme a prefeitura.
De acordo com o IBGE, em 2010 a população era de 1 635 habitantes e havia 479 domicílios particulares.

## História e descrição

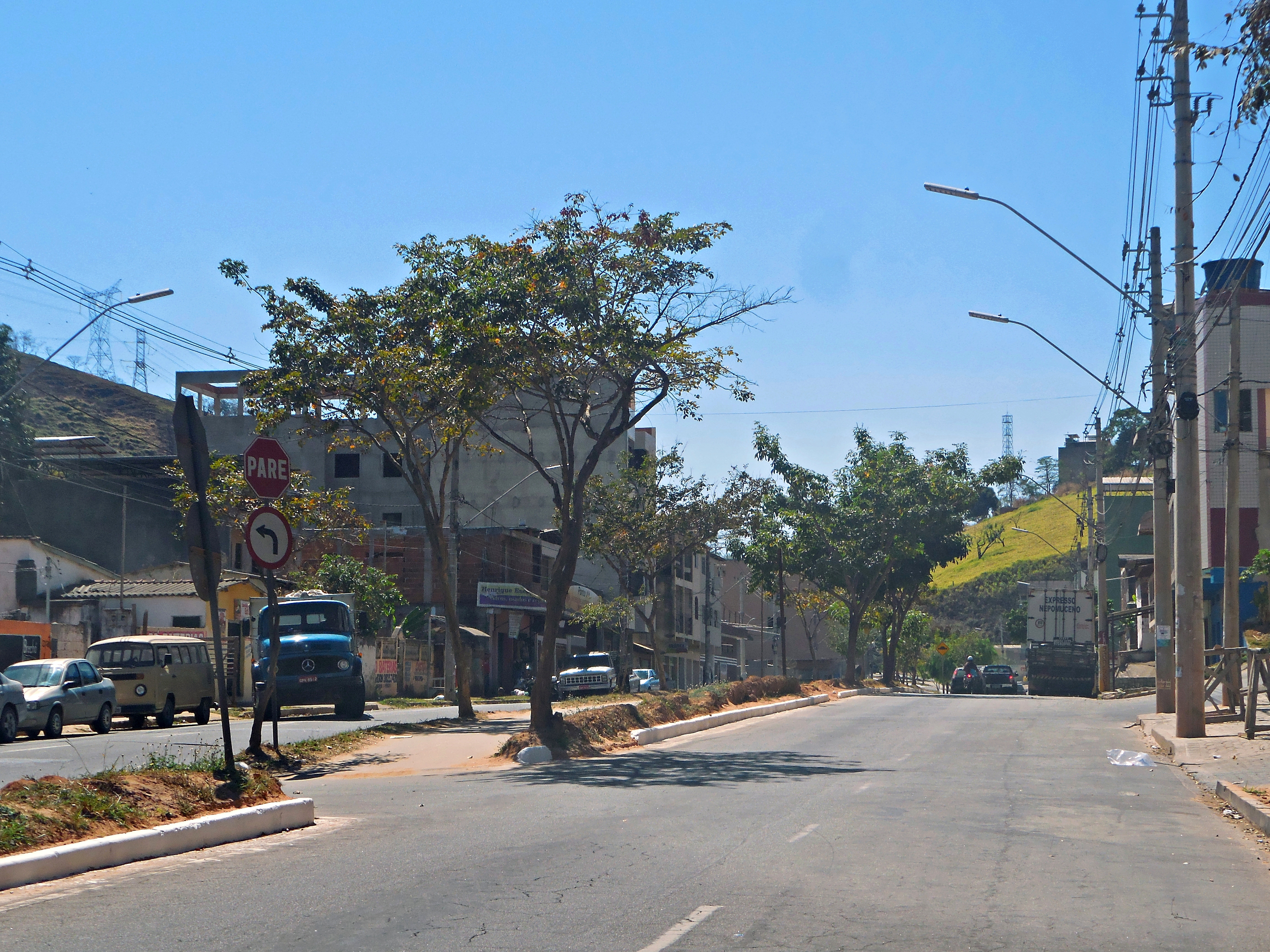
Avenida José Raimundo no bairro Granjas Vaga-lume

O bairro é banhado pelo córrego Vaga-lume e está localizado na divisa com a cidade de Santana do Paraíso, em uma área ocupada de forma relativamente recente, seguindo a expansão do bairro Betânia. Por ser um bairro periférico em relação ao Centro de Ipatinga e ao núcleo industrial da Usiminas, as terras tinham valores menores, então eram mais acessíveis às pessoas de menor capacidade econômica. Dessa forma, foi ocupado predominantemente pela população de baixa renda.
Foi parcelado de forma irregular, situação que atrasou o fornecimento de serviços básicos, como abastecimento de água, coleta de esgoto e energia elétrica, para muitas famílias. Outro problema comum era a falta de padronização de nomes das vias públicas. Com isso, uma rua podia ter nomes diferentes para os moradores, para a prefeitura e para as concessionárias de água e energia.
Na década de 2010 a construção civil no bairro foi incentivada pela apreciação dessa área periférica pelo setor imobiliário, frente à valorização da zona urbana de Ipatinga. Em 2010, 95% dos domicílios do Granjas Vaga-lume estavam ocupados, o que representava a maior taxa de ocupação dentre os bairros da cidade. Em 2021, foram construídas redes coletoras de esgoto no vale do córrego Vaga-lume. A maioria das ruas do interior da localidade levam nomes de peixes, como Bagre, Piapara e Piau.